# Онацький Микола Степанович

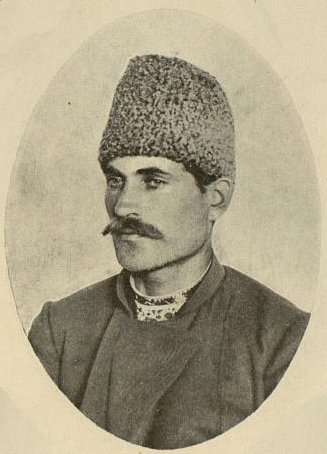
"Палкий українофіл" Микола Онацький на одному із депутатських портретів, 1906 р.

Микола Степанович Онацький (1878, с. Бірки, Полтавська губернія (нині Полтавська область, Україна) — 20 квітня 1907) — український становий козак, представник аграрної індустрії Старої Гетьманщини. Депутат Державної думи I скликання від Полтавської губернії. Провідник козацького станового націоналізму, усі виступи у Державній Думі проводив тільки українською мовою.  

## Біографія
Народився 1878 року в селі Бірки, Гадяцького повіту, Полтавської губернії, Російська імперія. Українець. Пройшов курс початкової сільської школи. Протягом 4 років на військовій службі був старшим писарем при ротній канцелярії. Кореспондент Статистичного бюро Полтавського земства. Був прикажчиком в економії. Секретар і товариш голови Борковського сільськогосподарського товариства, створеного в 1905 р. за його ініціативою. Прихильник автономії України. Дуже цікавився історією України. Був членом Української демократичної партії.
14 квітня 1906 обраний в Державну думу I скликання від з'їзду уповноважених від волостей. Вибори проходили в губернському правлінні. Всіх виборців було 182, з них козаків і селян — 123 людини. Онацький був обраний в перший же день без зволікань і труднощів більшістю голосів. Входив в Трудову групу і Українську громаду. Член Аграрної комісії. Виступав в дебатах з приводу відповідної адреси і з аграрного питання. Важливо відзначити, що тільки Онацький і депутат Аркадій Грабовецький виступали в Думі українською мовою, при цьому голова Думи їх не переривав.
За словами депутата Думи І. Л. Шрага на одному із зібрань Онацький сказав:
|  | «Кожен народ, а також 25 000 000 українців, повинен сам для себе закони видавати, а не з Петербурга їх отримувати». |

10 липня 1906 року у Виборзі підписав «Виборзьку відозву».
Повернувшись на свій хутір, повернувся до своєї традиційної праці.
Газета «Рідний край» повідомила:
|  | 20 квітня 1907 року в своєму рідному селі Борках помер від кровотечі в легенях колишній депутат 1-ї Державної Думи, член української парламентської фракції Микола Онацький |

### Рекомендовані джерела
- Шраг I. Посол до першої Думи М. Онацький (Спомини члена Першої Думи). // Рідний край. 1907. 7 травня. № 18. С. 6.
- Державна дума Російської імперії [Архівовано 2 грудня 2018 у Wayback Machine.]